# Премия Муз-ТВ 2011
9-я ежегодная национальная премия в области популярной музыки МУЗ-ТВ 2011 состоялась 3 июня 2011 года в спортивном комплексе «Олимпийский», а также 5 июня в Ледовом дворце в Санкт-Петербурге. Оригинальные декорации для сцены в спорт комплексе Олимпийский были созданы и смонтированы художественно производственными мастерскими Base Beauty.
В качестве хэдлайнеров Премии МУЗ-ТВ 2011 выступили российская рок-певица Земфира, а также иностранные знаменитости: немецкая группа Tokio Hotel, принимавшая участие в Премии 2007, британский певец Крейг Дэвид, дуэт Араш и Хелена, а также дуэт Элла и Никки — победители конкурса «Евровидение-2011». Также в качестве гостя премии была американская актриса Шэрон Стоун.
Ведущими премии были Ксения Собчак и Иван Охлобыстин.

## Голосование
Процесс голосования делится на два этапа. Сначала проходит экспертное голосование, в ходе которого эксперты определяют пятерки финалистов в 11-ти номинациях. Экспертами являются люди, кто определяют развитие современных СМИ и шоу-бизнеса: руководители звукозаписывающих лейблов, продюсеры, представители крупнейших медиахолдингов и музыкальные критики. Впервые за всю историю проведения Премии экспертное голосование стало электронным. В этом году каждый эксперт получил электронный бюллетень по электронной почте. Выбор экспертов был озвучен 22 марта на пресс-конференции, после чего был дан старт второму этапу голосования — всероссийское народное голосование за номинантов на сайте премии. Победители были объявлены 3 июня в прямой трансляции из спортивного комплекса «Олимпийский» и 5 июня в прямой трансляции из ледового дворца Санкт-Петербурга.

## Выступления

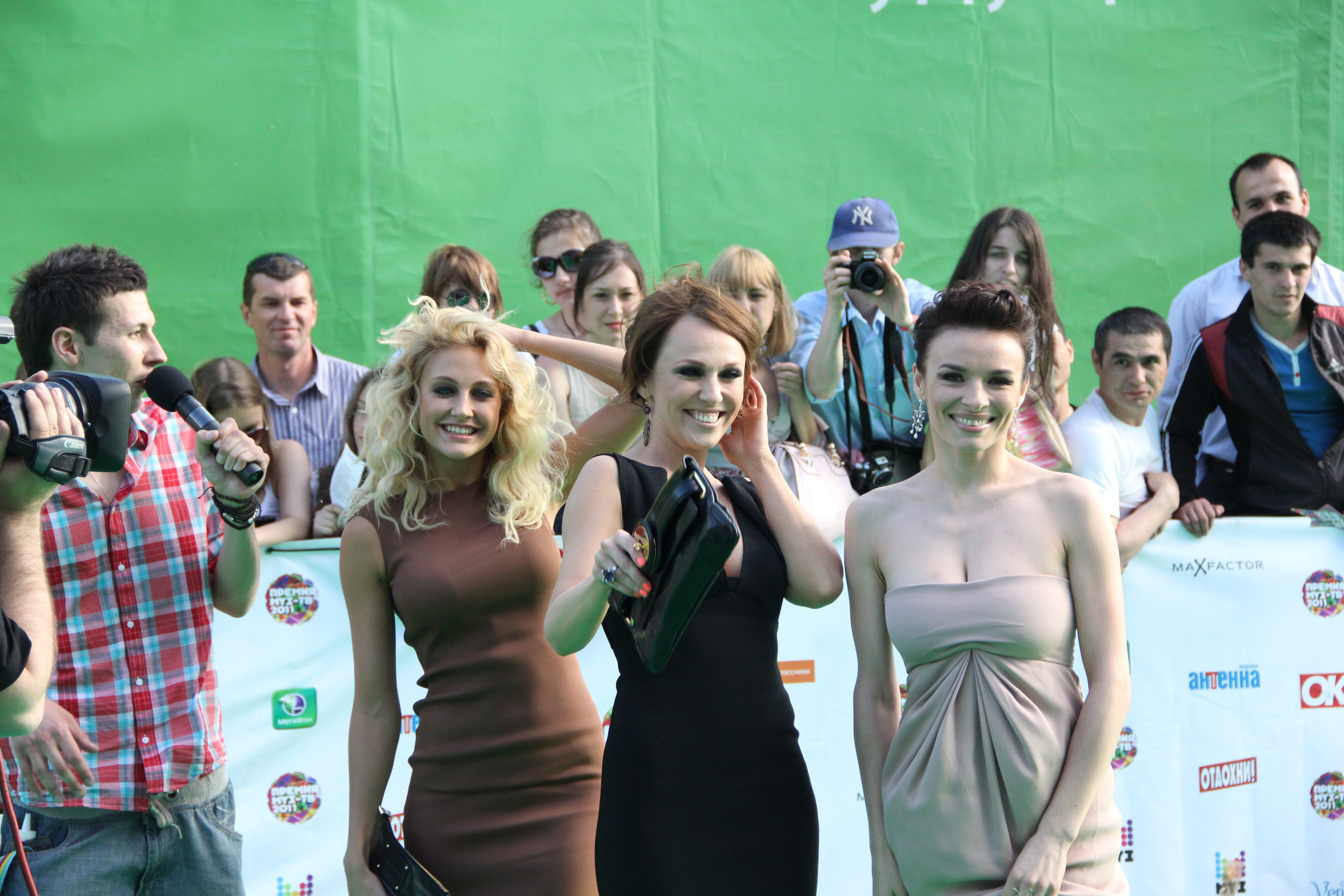
Группа «ВИА Гра» на красной дорожке «Премии Муз-ТВ 2011»

| Исполнитель                                                                                              | Песня                                                                               |
| --- | ----------------------------------------------------------------------------------- |
| Gorchitza                                                                                                | «Final Cut»                                                                         |
| Quest Pistols и Артур Пирожков                                                                           | «Революция»                                                                         |
| Arash и Helena                                                                                           | «Broken Angel»                                                                      |
| Градусы                                                                                                  | «Голая»                                                                             |
| Филипп Киркоров                                                                                          | «Снег»                                                                              |
| Винтаж                                                                                                   | «Роман»                                                                             |
| Craig David                                                                                              | «Insomnia»                                                                          |
| Илья Лагутенко                                                                                           | «Фантастика» «Это по любви»                                                         |
| Сергей Лазарев                                                                                           | «Lost»                                                                              |
| Григорий Лепс                                                                                            | «Зачем тебе я»                                                                      |
| А’Студио и Доминик Джокер                                                                                | «Fashion Girl» «Топ модель по-русски»                                               |
| Банд'Эрос                                                                                                | «Не под этим солнцем»                                                               |
| Вера Брежнева                                                                                            | «Любовь спасёт мир»                                                                 |
| Иосиф Кобзон Лариса Долина Филипп Киркоров Лайма Вайкуле Леонид Агутин Анжелика Варум Владимир Пресняков | «My Way»                                                                            |
| Дима Билан                                                                                               | «Я просто люблю тебя»                                                               |
| Noize MC                                                                                                 | «Ругань из-за стены»                                                                |
| Ell и Nikki                                                                                              | «Running Scared»                                                                    |
| Ёлка | «Прованс»                                                                           |
| Иосиф Кобзон                                                                                             | «Я люблю тебя жизнь»                                                                |
| Звери | «RnR»                                                                               |
| Слава | «Одиночество»                                                                       |
| Тимати и DJ M.E.G.                                                                                       | «Party Animal»                                                                      |
| Tokio Hotel                                                                                              | «Dark Side of the Sun» «World Behind My Wall» «Automatic»                           |
| Земфира                                                                                                  | «Без шансов» «Ощущенья» «Небомореоблака» «Прогулка» «Попробуй спеть вместе со мной» |

## Номинации
Победители отмечены галочкой.

### Лучшая песня
«Прованс» — Ёлка

«Обернитесь» — Валерий Меладзе и Григорий Лепс

«Любовь спасет мир» — Вера Брежнева

«Я просто люблю тебя» — Дима Билан

«Одиночество» — Слава 

### Лучшее видео
«Прованс» — Ёлка

«Небеса» — Валерий Меладзе

«Любовь спасет мир» — Вера Брежнева

«Я просто люблю тебя» — Дима Билан

«I’m on You» — Тимати и группа Diddy — Dirty Money 

### Лучший исполнитель
Григорий Лепс

Валерий Меладзе

Дима Билан 

Сергей Лазарев

Стас Михайлов

### Лучшая исполнительница
Вера Брежнева 

Ёлка

Ани Лорак

НЮША

Елена Ваенга

### Лучшая поп-группа
А’Студио 

Quest Pistols

ВИА Гра

Винтаж

Градусы

### Лучшая рок-группа
Uma2rmaH

ДДТ

Звери

Мумий Тролль 

Океан Ельзи

### Лучший хип-хоп проект
5sta Family

Guf 

Noize MC 

Банд’Эрос

Баста

### Лучший альбом
«Любовь спасёт мир» — Вера Брежнева

«Всё включено» — Бумбокс

«Волны» — А’Студио

«Выбирать чудо» — НЮША

«Electric Touch» — Сергей Лазарев 

### Лучший дуэт
Группа Quest Pistols и Артур Пирожков — «Революция»

Баста и группа Бумбокс — «Солнца не видно»

Валерий Меладзе и Григорий Лепс — «Обернитесь»

Дима Билан и Anastacia — «Safety»

Филипп Киркоров и Анна Нетребко — «Голос» 

### Лучший саундтрек
«Устрой дестрой» (фильм «Ёлки») — Noize MC feat. Чача Иванов

«Реки любви» (фильм «О чём говорят мужчины») — БИ-2 feat. Квартет И

«Большие города» (фильм «Наша Russia. Яйца судьбы») — Павел Воля

«Instantly» (фильм «Хроники Нарнии: Покоритель Зари») — Сергей Лазарев

«Струны» (фильм «Любовь в большом городе 2») — Филипп Киркоров 

### Прорыв года
Gorchitza

Артур Пирожков

Марсель

Митя Фомин

Пающие трусы

## Специальные призы
- За вклад в российскую музыкальную индустрию: Иосиф Кобзон
- За вклад в жизнь: Елизавета Глинка